# Cleopatra Stratan

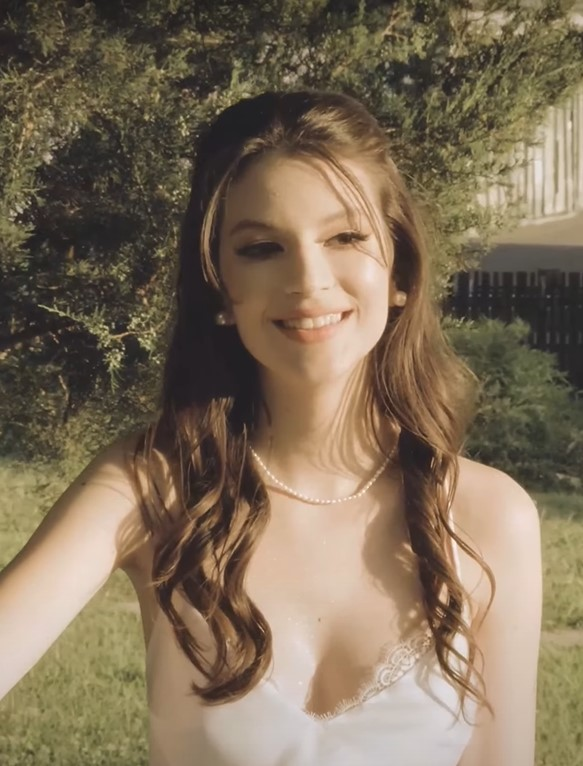
Cleopatra Stratan (2021)

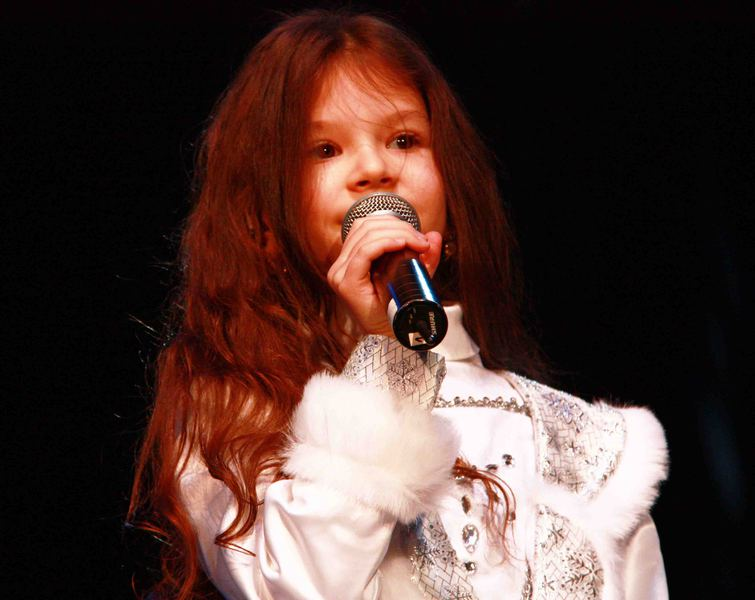
Stratan 2010 bei einem Konzert

Cleopatra Stratan (* 6. Oktober 2002 in Chișinău, Moldau) ist eine moldauische Sängerin, die ihre ersten Erfolge als Kinderstar im Kindergartenalter hatte. Sie ist die Tochter des Liedermachers Pavel Stratan und dessen Ehefrau Rodica Stratan sowie ist die jüngste Sängerin, die jemals einen Nummer-eins-Hit erreicht hat; ihr bekanntestes Lied Ghiță war national und international ein Hit.

## Karriere

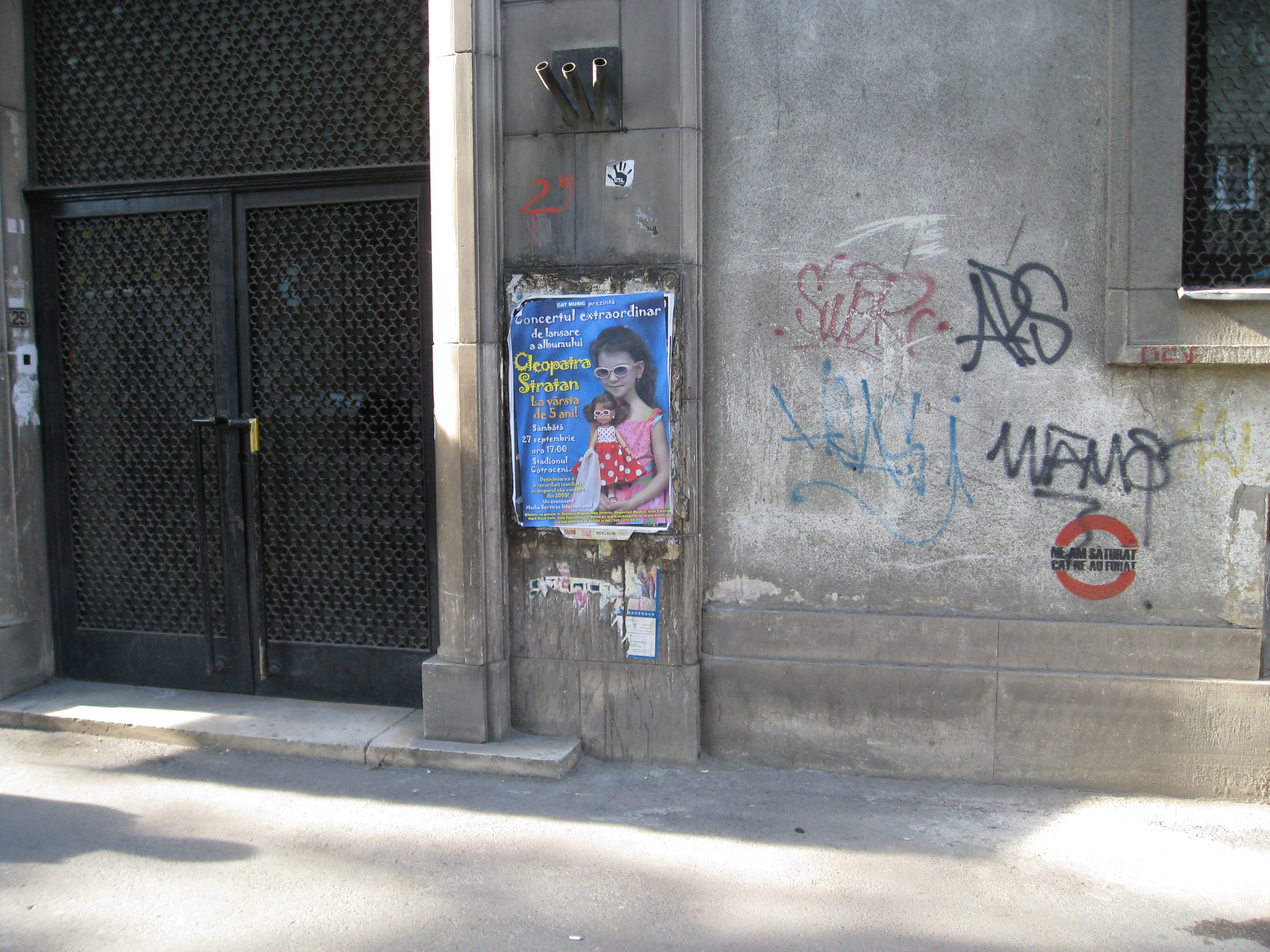
Konzertplakat mit Cleopatra und der nach ihr designten Merchandising-Puppe, 2008

Pavel Stratan arbeitete im Jahr 2005 in Bukarest an seinem dritten Album. Seine kleine Tochter war bei den Aufnahmen dabei und spielte im Studio, während ihr Vater seine Lieder aufzeichnete. Spontan griff sie beim Lied Mama zu einem der freien Mikrofone und sang mit. Die Studiocrew war von der Zufallsaufnahme begeistert und man beschloss, sie noch weitere Lieder singen zu lassen. Aus diesen Aufnahmen entstand das Album La vârsta de trei ani (Übers.: Im Alter von drei Jahren), das 2006 in Rumänien veröffentlicht wurde. Die Platte avancierte mit 150.000 verkauften Einheiten zu einem großen Überraschungserfolg und wurde mit zwei Mal Platin sowie einem MTV Award für das beste Album in Rumänien 2006 ausgezeichnet. Ein besonderer Hit war dabei das Lied Ghiță, das in Rumänien fünf Wochen auf Platz eins der Charts war.
Das Lied handelt von einem kleinen Mädchen, das jeden Abend traurig vor dem Eingang der Schule auf ihren besten Freund wartet. Dieser kommt jedoch nicht, weil er das Dorf verlassen hat und ausgewandert ist. Es beschreibt die Realität vieler moldauischer Kinder, da aufgrund der Armut viele Bürger das Land verlassen und im Ausland Arbeit suchen.
Über die Mundpropaganda im Ausland lebender Rumänen und Moldauer sowie über YouTube wurde das Lied auch international bekannt. Das Album erschien daraufhin auch in Japan, Taiwan, Südkorea, Spanien und Mexiko. Cleopatra sang neben dem rumänischen Original noch eine englischsprachige und eine russischsprachige Version ein.
Ihren ersten Auftritt hatte sie am 20. August 2006, als die Dreijährige von ihrem Vater auf der Gitarre begleitet vor 400 Besuchern im Bukarester Teatrul Nottara ein zweistündiges Konzert gab. Im Dezember 2006 trat die nunmehr Vierjährige bei einer Weihnachtsgala in Piatra Neamț auf und erhielt für das Singen eines einzigen Liedes 10.000 US-Dollar. Ihr Vater spendete später die gesamte Summe in einer Fernseh-Show für karitative Zwecke. Gleichzeitig gab er bekannt, dass Cleopatra nach dem enormen Medienrummel vorerst keine Auftritte mehr machen würde.
Im Mai 2007 erhielt sie bei der Preisverleihung von MTV România in Hermannstadt zwei Music Awards, als Best New Artist und für den Best Song.
Im Jahr 2008 beschloss ihr Vater mit Cleopatra ein neues Album aufzunehmen, das in Anlehnung an das erste unter dem Titel La vârsta de cinci ani (Übers.: Im Alter von fünf Jahren) erschien. Von diesem Album wurde besonders das Lied Zunea-Zunea ein Hit. Am 13. Dezember 2008 wurde in Chișinău ihr kleiner Bruder geboren, der auf ihren Vorschlag auf den Namen Cezar getauft wurde.
Ende 2009 erschien ihr drittes Album, auf dem sie gemeinsam mit ihrem Vater rumänische Weihnachtslieder, im rumänischen Sprachraum Colinde, singt.
Am Ende des Jahres 2017 wurde das Lied Mami veröffentlicht, welches Stratan gemeinsam mit ihrem Bruder Cezar eingespielt und gesungen hat. Im Juni 2018 erschien das Lied Te las cu inima. Auf YouTube wurde der Song von Cat Music am 12. Juni 2018 herausgegeben. Am 15. Januar 2019 veröffentlichte sie das Lied Adio.

## Persönliches
Bis 2011 lebte Cleopatra mit ihren Eltern und ihrem Bruder in Chișinău, der Hauptstadt Moldaus, und ging dort in die Schule. Danach übersiedelte die Familie ganz nach Rumänien und lebt nun in Bukarest. Ihr jüngerer Bruder Cezar ist ebenfalls Sänger.
Stratan ist seit August 2021 mit dem rumänischen Sänger Edward Sanda verheiratet. Beide lernten sich 2018 während einer TV-Show kennen. Am 6. Oktober 2020 gaben Stratan und Sanda ihre Verlobung bekannt.

## Rekorde
Das auf ihrem ersten Album veröffentlichte Lied Ghiță war 2006 fünf Wochen lang auf Platz eins der rumänischen Charts, zu einem Zeitpunkt, als Cleopatra erst vier Jahre alt war. Laut Guinness-Buch der Rekorde ist sie somit die jüngste Sängerin, die jemals einen Nummer-eins-Hit in einem Land erreicht hat. Den Rekord hatte vor ihr der französische Kinderstar Jordy und davor Shirley Temple inne.
Cleopatra hat auch als bisher jüngste Musikerin einen MTV Award erhalten (2006 Best New Album in Rumänien, 2007 Best Song und Best New Artist) und gilt als jüngste Sängerin, die ein zweistündiges Konzert absolviert hat.

## Diskografie
Alben
- 2006: La vârsta de 3 ani
- 2008: La vârsta de 5 ani
- 2009: Colinde Magice
- 2012: Melodii pentru copii

Singles
- 2006: Ghiță
- 2009: Zunea-Zunea
- 2017: Mami (feat. Cezar Stratan)
- 2018: Te las cu inima
- 2019: Adio
- 2019: Pupă-mă
- 2019: Angela
- 2019: Chocolata
- 2019: Eu m-am pierdut
- 2020: La ușa mea
- 2020: Dragoste, vă rog! (feat. Edward Sanda)
- 2020: Zunea Zunea (New Edit)
- 2021: Vorba de tine
- 2021: Ceasu' Bate Lar
- 2021: Ceasu' Bate Lar (B.A.R.I.O. Remix) (feat. B.A.R.I.O.)
- 2021: Monte Carlo
- 2021: O mie de fiori
- 2021: Cel puțin o veșnicie (feat. Edward Sanda)
- 2021: Dragoste, vă rog! (Sloupi Remix) (feat. Edward Sanda & Sloupi)
- 2022: Eu cu ce mă îmbrac?
- 2022: Viață are culoare (feat. Andra Gogan, Ana Are & Maia Mălăncuș)
- 2022: În dreapta mea
- 2023: Fata lu' tata

Gastbeiträge
- 2020: Vara asta (pe TikTok) (Ilinca feat. Cleopatra Stratan)
- 2021: Orele (Pasha Parfeni feat. Cleopatra Stratan)
- 2022: Moșule de unde ai bani? (Edward Sanda feat. Cleopatra Stratan, Valentin Sanfira & Codruta Filip)
- 2022: Vremea de iubit (Edward Sanda feat. Cleopatra Stratan)
- 2023: Adio (DJ Sava feat. Cleopatra Stratan)
- 2023: Adio (DJ Marvio Remix) (DJ Sava feat. Cleopatra Stratan & DJ Marvio)
- 2023: Cu pistolul la tâmplă (Edward Sanda feat. Cleopatra Stratan)